# Palais Belimbau
Le palais Belimbau, ou palais Antoniotto Cattaneo ou encore palais Francesco De Ferrari, est un édifice du centre historique de Gênes, inclus le 13 juillet 2006 dans la liste des 42 bâtiments inscrits au système des palais des Rolli de Gênes, devenu site du patrimoine mondial de l'UNESCO.

## Histoire

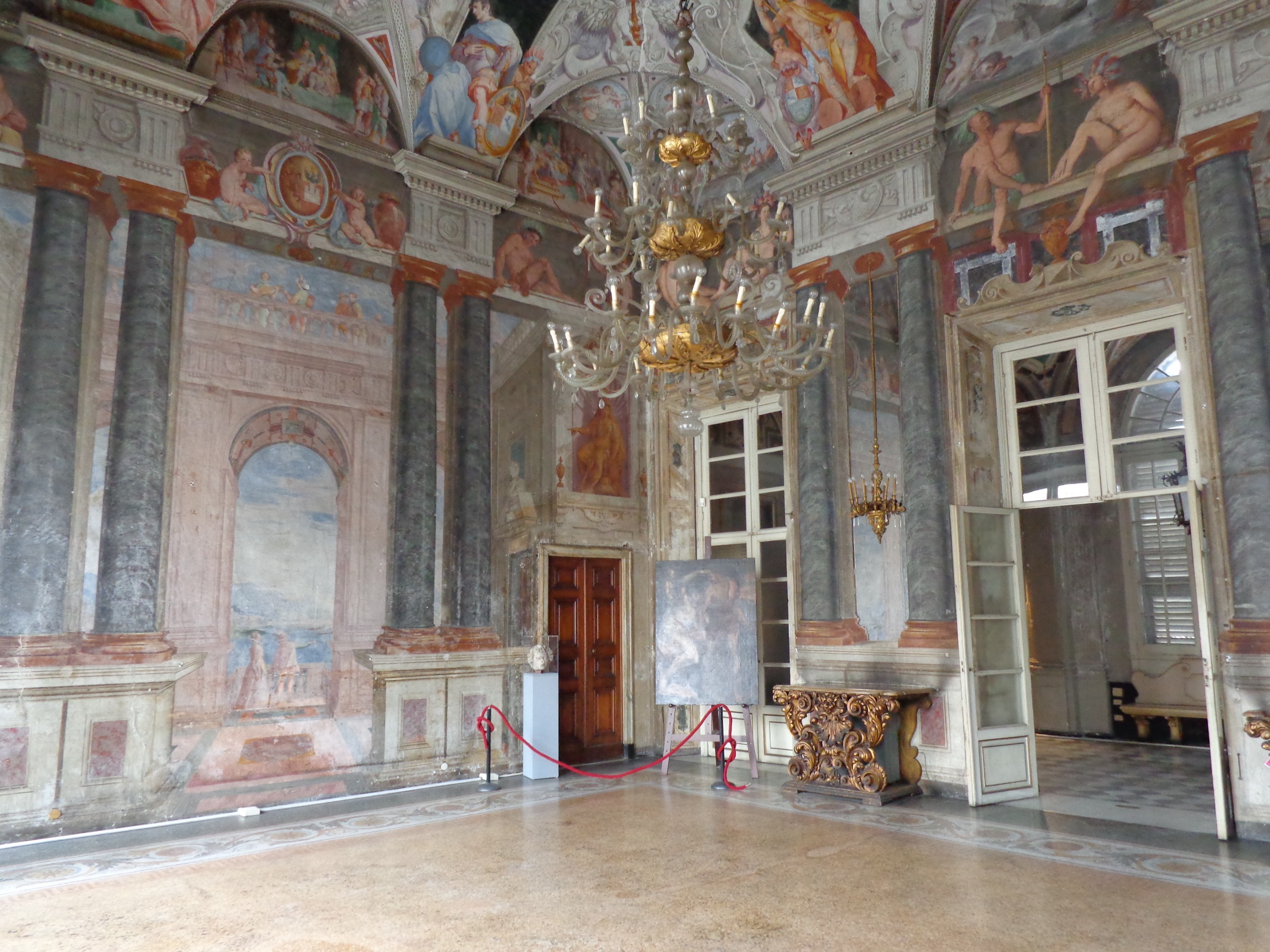
Salon de Colomb

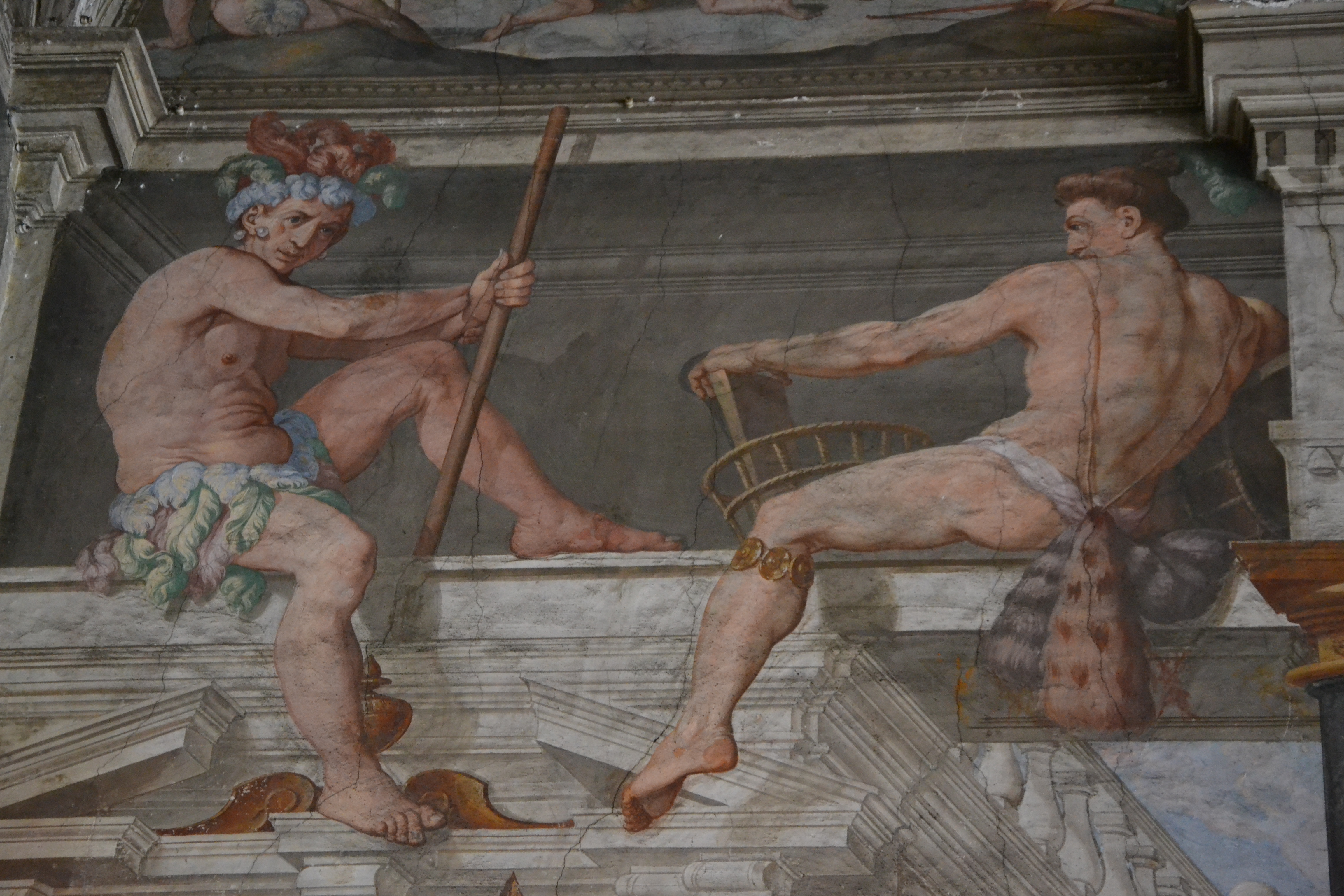
Lazzaro Tavarone, Indigènes, 1610

Le palais a été initialement construit par Antoniotto Cattaneo, appartenant à l'ancienne noblesse génoise, qui a achevé sa construction en 1594.
La résidence devint alors la propriété de Francesco De Ferrari, qui avec son épouse Delia Giustiniani, entre 1604 et 1611, confiant probablement les travaux à l'architecte Andrea Ceresola, la rénova et la joignit à sa résidence attenante, donnant ainsi au bâtiment sa cohérence architecturale actuelle.

### Décoration baroque
Dans la première décennie du XVIIe siècle, la famille chargea Lazzaro Tavarone (Gênes 1556-1641), élève de Luca Cambiaso, de décorer le palais avec un vaste cycle pictural à thème historique, qui serait exposé sur les murs et voûtes du vestibule, de l'escalier et des différentes pièces du rez-de-chaussée. Les fresques décorant le vestibule d'entrée, qui donne accès à l'escalier monumental, sont consacrées à la vie de Cléopâtre. Au centre de la voûte, le panneau principal représente la reine d'Égypte naviguant sur les eaux du fleuve Cnide, sur le grandiose navire à la poupe d'or et aux rames d'argent, comme le raconte Plutarque dans ses Vies. Tout autour, au sein de la fausse architecture peinte, se trouvent des décorations grotesques, toujours de style maniériste tardif, entrecoupées de portraits en pied de dirigeants. Le cycle dédié à Cléopâtre se poursuit sur l'escalier monumental, où est représentée La rencontre d'Antoine et Cléopâtre.
Au bout de l'escalier, un vestibule d'entrée mène au hall monumental qui donne sur le balcon donnant sur la Piazza dell'Annunziata, entièrement recouvert de fresques dédiées par Tavarone aux Exploits de Christophe Colomb. Les personnages et événements représentés sont tirés des Histoires de la vie et des faits de Christophe Colomb de Fernand Colomb, deuxième fils du célèbre navigateur, publiées à Venise en 1571. Le récit des événements du navigateur génois, d'origine modeste, qui réalisa les exploits héroïques qui le rendirent immortel, fait allusion à l'histoire du client, Francesco De Ferrari, qui avait accédé au rang de noblesse avec les leges novae de 1575, se mariant plus tard Delia Giustiniani, appartenant à l'une des plus anciennes familles nobles de Gênes.
Selon l'usage de la décoration picturale du XVIe siècle, ici aussi la décoration a pour point central un vaste panneau qui couvre le centre de la voûte et représente l'épisode le plus marquant : « Isabelle de Castille et Ferdinand d'Aragon reçoivent Colomb à son retour du nouveau monde », lorsque le souverain d'Espagne embrasse le navigateur génois revenu triomphant de l'entreprise. Les douze lunettes des parois murales contiennent autant d'épisodes de la vie du navigateur, accompagnés chacun d'angelots aux rouleaux explicatifs qui constituent une sorte de légende. Les murs sont ornés de fresques avec des ouvertures en perspective en trompe-l'œil, qui simulent des paysages de la Riviera, des fausses architectures et quelques personnages, dont probablement l'artiste lui-même et son client. Au-dessus des architraves sont représentés des Indiens et des chérubins tenant les deux manteaux des familles (De Ferrari et De Ferrari Giustiniani), dans lesquelles Tavarone montre son savoir-faire dans la représentation des nus.
Quelques années après 1611, le palais passa aux mains de la famille Chiavari, par l'intermédiaire des femmes.
Après 1768, il passa aux Cambiaso qui, à partir de 1780, commandèrent une rénovation générale du bâtiment : la façade donnant sur la place de style classique et les miroirs ornés de fresques, et l'escalier, sont l'œuvre des architectes Giovanni Battista Pellegrini et Bartolomeo Bernasconi, qui dirigèrent en 1785 la rénovation du bâtiment pour la famille Cambiaso.
En 1815, c'était la résidence du pape Pie VII, prisonnier de Napoléon Bonaparte de passage à Gênes, comme le rappelle une inscription placée sur le portail d'entrée de l'étage principal.
Après 1824, avec le mariage de Marina Chiavari et Giovanni Battista Negrotto Cambiaso, le palais devint la propriété des Negrotto Cambiaso.

### Le palais auXXesiècle
En 1890, le palais passa à la famille Cohen Belimbau - d'abord au banquier génois Enrico, puis à son fils Eugenio et enfin à son neveu Enrico Luigi, dernier héritier de la dynastie, décédé sans enfants en 1991 - qui transforma progressivement le palais en bureaux.
L'absence totale d'entretien a conduit, au XXe siècle, à une détérioration rapide de l'ensemble du bâtiment. À cela s'ajoutent les graves dommages causés aux cycles de fresques, aux collections d'art qu'ils contiennent et au palais lui-même, par les bombardements alliés d'octobre 1943, qui endommagent également gravement le palais Nicolò Lomellini en face et la nef droite de la basilique de la Santissima Annunziata.
Dans la seconde moitié du XXe siècle, le bâtiment fut le siège du consulat de France, puis il abrita les bureaux des œuvres d'aide aux étudiants universitaires, et enfin le Centre d'enseignement permanent (PerForm), ce dernier toujours présent aujourd'hui.
Après la mort en 1991 d'Enrico Luigi, dernier héritier de la dynastie Belimbau, sa veuve, Rossana Iannoni, unique héritière du patrimoine universel de la famille, a fait don du palais à l'université de Gênes en 2000, avec la clause selon laquelle l'université, en acceptant la donation, ne pourrait pas vendre le bâtiment jusqu'à son décès, survenu en septembre 2007. L'université a donc entamé, grâce au cofinancement de la Commune et de la Fondation Carige, les travaux de restauration de la toiture et de la façade,, achevés en 2004.
En septembre 2007, avec le décès de la veuve Belimbau, l'université a évalué l'hypothèse de procéder à sa vente, pour combler un trou budgétaire, qui a pu ensuite être réglé sans recourir à cette solution.
En 2009, les principales institutions locales impliquées, dans le cadre d'un plus vaste projet de rénovation des bâtiments appartenant à l'Université pour un investissement total d'environ 110 millions d'euros qui comprenait également la restauration du palais Belimbau, sont convenues de la nécessité de transférer au palais Belimbau, à la suite de la rénovation des espaces intérieurs destinés à cet effet, d'une partie des bureaux administratifs situés jusqu'alors dans les palais voisins Cristoforo Spinola et palais Filippo Lomellini, dont l'université était encore locataire (dans le premier des deux les palais le sont toujours). La restructuration souhaitée n'ayant pas eu lieu pour certaines raisons, notamment le manque de fonds importants nécessaires, le déménagement de ces bureaux n'a pas été réalisé.
En août 2016, le gouvernement a alloué une contribution de 1,4 million d'euros pour la rénovation des espaces intérieurs du bâtiment,.
Le bâtiment, d'une superficie intérieure d'environ 3300 m², abrite uniquement des bureaux universitaires, à l'exception du rez-de-chaussée où se trouvent également quelques activités commerciales.
Le rez-de-chaussée du bâtiment, contenant les éléments les plus précieux, est périodiquement ouvert à la visite du public, dans le cadre de l'événement Rolli Days.